# 日枝久
日枝久（日语：／ Hieda Hisashi，1937年12月31日—）是一位日本企业家，富士电视台社长。箱根雕刻森林美術館馆长，美原高原美術館馆长，日本美术协会会长，东京都历史文化财团理事长，東京文化會館馆长，上野之森美術館馆长，日本民間放送聯盟会长。

## 生平
1937年出生于日本东京都，1961年毕业于早稻田大学教育学部，同年加入富士电视台，1988年担任富士电视台会长，2008年升任社长。